# Токо індійський
Токо індійський (Ocyceros birostris) — вид птахів родини птахів-носорогів (Bucerotidae).

## Поширення
Вид поширений на більшій частині території Індії, на північному сході Пакистану, заході Бангладеш та півдні Непалу.

## Опис
Тіло завдовжки до 50 см. Самець важить 375 г і має чорний дзьоб, увінчаний вузьким шоломом із виступаючим переднім кінцем. Кінчик дзьоба і передня частина нижньої щелепи світло-жовті. Гола шкіра навколо ока сіра, райдужна оболонка червонувато-коричнева. Оперення сріблясто-сіре і біле; довгий градуйований хвіст має широку чорну субтермінальну смугу і білуватий кінчик. Темні крила також мають широкі білі кінчики. Самиця менша і має менший, ледь помітний шолом. У неї коричневіша райдужка і відсутні білі кінчики на махових пір'ях. Молоді особини мають блідо-жовтий дзьоб без шолома і темно-карі або чорні очі, оточені ділянкою помаранчевої шкіри.